# Devota
Santa Devota (Lucciana, 283 - Mariana, 304) es una santa católica que vivió en el siglo III en Córcega. Es la santa patrona del Principado de Mónaco y de la isla francesa de Córcega.

## Biografía
Nacida en Mariana, decidió consagrarse a Dios como virgen. Era parte de la casa del senador Eutiquio. En el año 304 murió martirizada por el prefecto o gobernador provincial Bárbaro en el transcurso de la persecución desencadenada por el emperador Diocleciano. El gobernador ordenó quemar su cuerpo pero este fue recuperado por un grupo de cristianos que intentaron llevarlo en barco a África para darle sepultura allí. Durante el viaje, la barca sufrió una tormenta durante la cual una paloma salió del cuerpo de la santa, guiando la barca hasta un lugar seguro, conocido como el valle de Les Gaumates, en Mónaco, donde se localiza la actual iglesia de Santa Devota. El día de este hecho era el sexto día antes de las calendas de febrero, lo que corresponde aproximadamente al día 27 de enero, fecha de su festividad. Es muy venerada en Mónaco por su relación con el principado y el primer libro escrito en monegasco por el poeta Louis Noari, A legenda de Santa Devota, versa sobre la historia de esta santa.
En un retrato del pintor Giuseppe Frascaroli se la representa sobre un fondo metafísico con la cabeza ligeramente girada hacia su izquierda, la mirada hacia arriba en una mística contemplación hacia la paloma del Espíritu Santo, paloma que según la tradición guio el barco con la santa martirizada desde Córcega hasta el pequeño valle de Les Gaumates, en Mónaco. El Principado está simbolizado por el escudo de armas que está colocado en la parte superior izquierda. Santa Devota sostiene la palma del martirio con su mano derecha, mientras que con la izquierda sostiene la cruz de la crucifixión de Cristo, el evento culminante de la historia humana y la historia de la salvación, cumpliendo en él la redención de los hombres por Dios.